# Nieves Fernandez
Nieves Fernandez (ur. ok. 1906) – filipińska nauczycielka i partyzantka z czasów II wojny światowej.
Była nauczycielką w Tacloban. Po japońskiej inwazji na Filipiny (japońska armia zajęła Tacloban 25 kwietnia 1941) zorganizowała i szkoliła oddział partyzancki liczący 110 osób. Początkowo uzbrojenie oddziału składało się z 3 amerykańskich karabinów oraz pewną ilość improwizowanej broni (karabiny z rur, granaty chałupniczej produkcji), w czasie walk uzupełnione było bronią zdobytą na Japończykach. Sławne stało się używanie przez samą Fernandez noża-maczety bolo, którym zabijała japońskich żołnierzy w czasie walk.
Jej oddział sabotował linie zaopatrzenia japońskiej armii, napadał na obozy Japończyków i brał udział w wyzwalaniu zniewolonych przez Japończyków kobiet filipińskich. W czasie działań zabił około 200 Japończyków. Za jej głowę Japończycy wyznaczyli nagrodę 10 000 pesos.

Nóż bolo